# Thereva praecedens
Thereva praecedens är en tvåvingeart som beskrevs av Walker 1856. Thereva praecedens ingår i släktet Thereva och familjen stilettflugor. Inga underarter finns listade i Catalogue of Life.